# The gadget

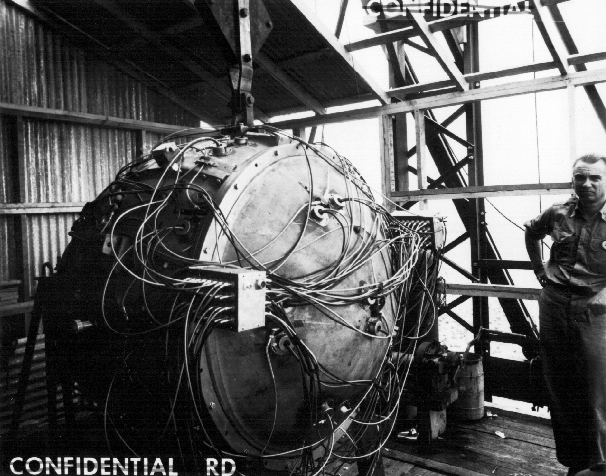
Částečně sestavený "Gadget" montovaný na vrcholu odpalovací věže pro Trinity test

The gadget (do češtiny přeložitelné jako „udělátko“, přístroj) bylo kódové označení pro první jadernou výbušninu vyvinutou projektem Manhattan během konce druhé světové války v testu Trinity 16. července 1945. Byl tak nazván, protože to nebyla zbraň, která by se shazovala z letadla a používání termínů jako „bomba“, nebo „zbraň" v projektu bylo zakázané ze strachu před vyzrazením veřejnosti nebo nepříteli.

## Návrh

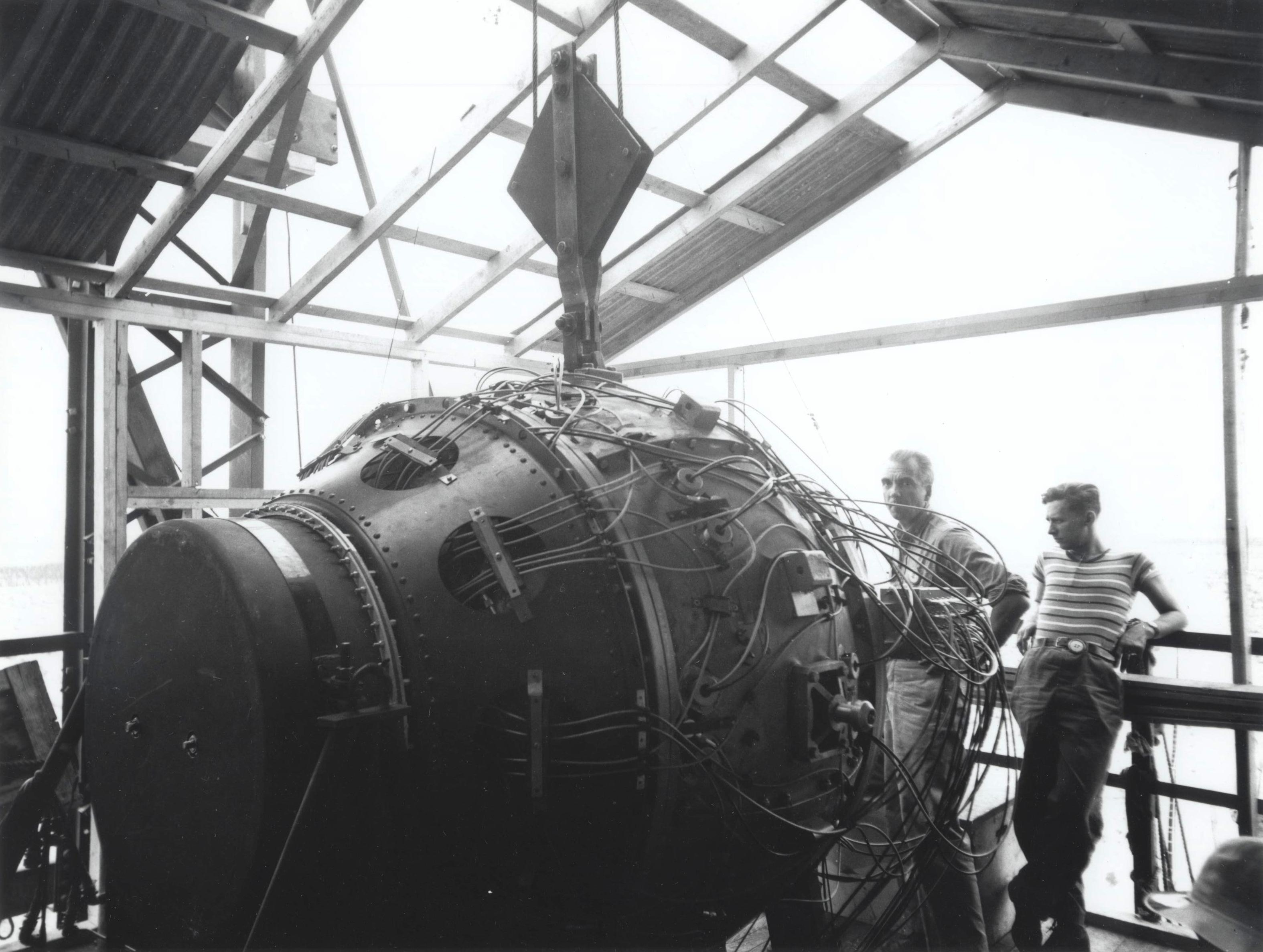
Plně sestavený Gadget

Gadget byl plutoniový implozní typ jaderné zbraně, návrhem podobný bombě Fat Man, která byla svržena o 3 týdny později na Nagasaki. Koule s plutoniem v podkritickém stavu byla umístěna v kulové dutině ve střední části bomby spolu s výkonnou výbušninou. Skupina současně se inicializujících detonátorů na povrchu výbušniny spustila explozi, tak aby vytvořila mohutný implozivní tlak na plutoniové jádro a detonační vlny jej stlačily do té míry, až plutonium přešlo do nadkritického stavu (jeho hustota vzrostla) a bylo dosaženo  spuštění řetězové reakce vedoucí k jaderné explozi.

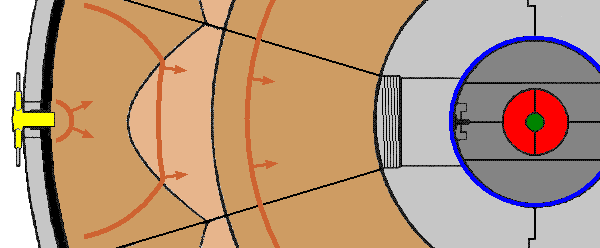
Schematický průřez „gadgetu“. Více viz Fat Man

V původním návrhu, založeném na použití plutonia vyráběného cyklotronem byl Gadget zařízením podobnějším Little Boyovi.
Avšak masová výroba zbraňového plutonia pomocí urychlovače byla jak příliš nákladná, tak i zdlouhavá. Hledala se tedy cesta k využití plutonia s nižším stupněm obohacení a zároveň s využitím většího množství plutonia v reakci k zvýšení brizance zbraně. Při použití "dělového" schématu a vyššího množství plutonia podobného Little Boyovi by bylo  při aktivaci vyzařováno dost neutronů na to, aby Gadget detonoval předčasně s malou silou, což tento návrh (tzv. Thin Man bomb – „hubeňour“) činilo nepoužitelným (díky vyššímu zastoupení izotopu 240Pu).
Později byl tedy vybrán implozivní návrh, který vyústil ve vyrobení Fat Mana. Jak Gadget tak ani Fat Man nelze označit jako „typ Fat Man“, neboť návrh byl upraven v rámci výroby; obě dvě bomby se lišily a byly tak jedinými prototypy. Nicméně schéma se osvědčilo a je v různých modifikacích používáno na jaderných zbraních dosud.

## Test

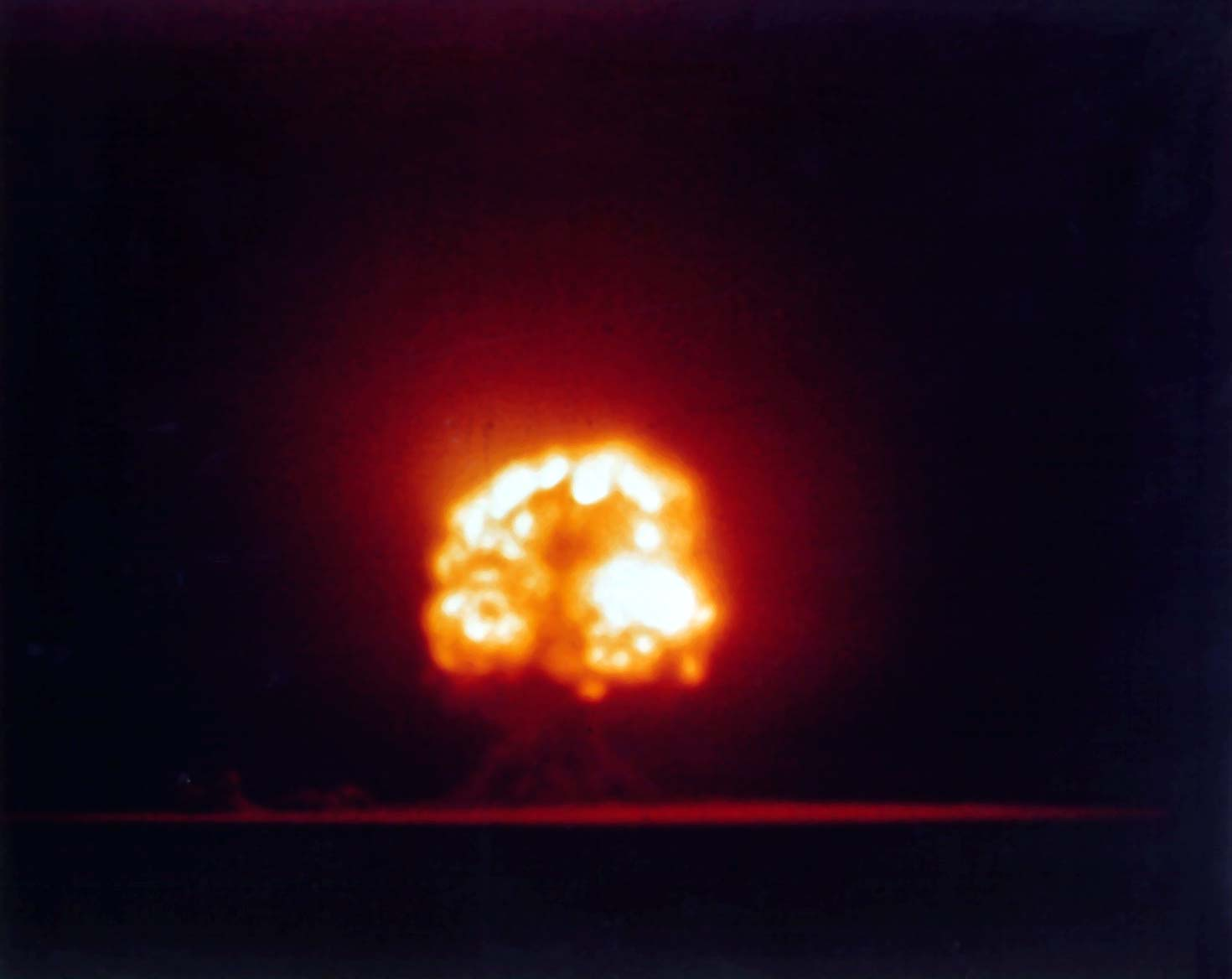
Ohnivá koule jaderného testu Trinity

Gadget byl vyzkoušen v Trinity, státu Nové Mexiko, poblíž města Alamogordo. Někteří fyzici se obávali, že Trinity test zažehne zemskou atmosféru a zničí celý stát nebo dokonce veškerý život na zemi spálením atmosférického kyslíku na oxid uhelnatý. Touto možností se zabývala utajená zpráva vypracovaná o několik let dříve (LA-602 report). Její závěr zněl, že něco takového není možné. Výpočty ukázaly, že ekvivalent výbušné síly by mohl být mezi 0 (pokud by Gadget nefungoval) a 20 kilotunami. Mezi zainteresovanými fyziky byly uzavírány sázky na skutečnou sílu exploze. Po úspěšném provedení testu se ukázalo, že úderná síla byla 18 kilotun.